# Flora (Norwegen)

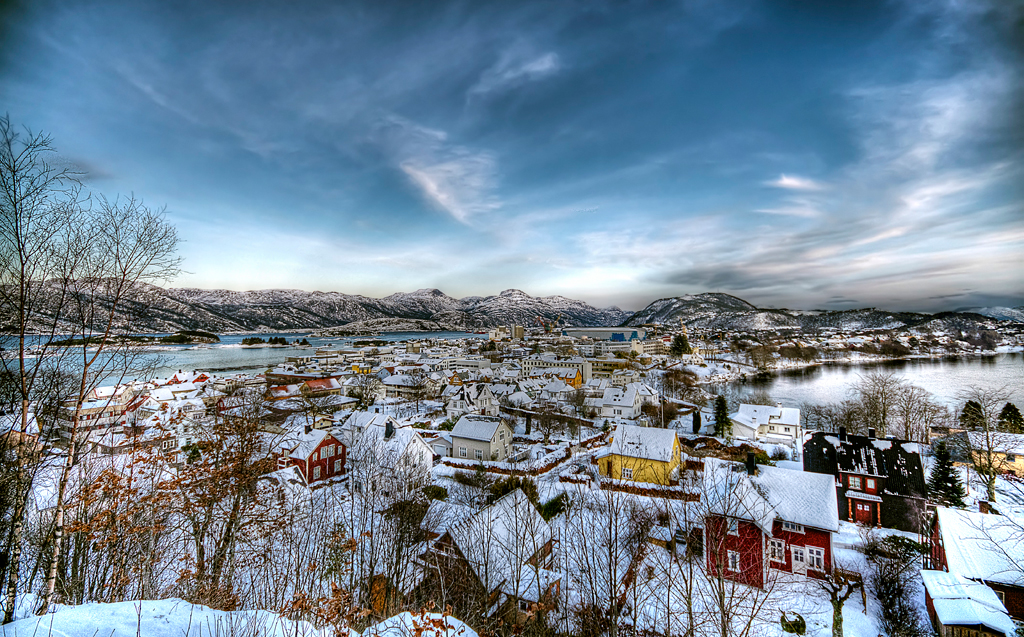
Florø (2009)

Flora war eine Kommune in der norwegischen Provinz Sogn og Fjordane (2020 Teil von Vestland geworden). Sie lag westlich an der Küste der Provinz. Ihr Verwaltungssitz war Florø. Im Zuge der Kommunalreform in Norwegen wurden Flora und der westliche Teil von Vågsøy zum 1. Januar 2020 zur neuen Gemeinde Kinn zusammengelegt.
Auf einer Fläche von 692 km² lebten 11.852 Einwohner (Stand: 1. Januar 2019). Die Kommunennummer war 1401. Letzter Bürgermeister war Ola Teigen (Ap).

## Geografie
Im Norden grenzte die Kommune an Bremanger sowie im Osten an Gloppen und Naustdal. Südlich des Førdefjords lag Askvoll. Das Zentrum der Kommune war die westlichste Ortschaft Norwegens, Florø, die 1860 gegründet wurde. Sie war zugleich die größte Ortschaft der Kommune. Die Einwohner Floras wurden Floraværing genannt.
Im Norden von Florø befinden sich mehrere Berge mit einer Höhe von über 1000 moh. Höchster Punkt der Kommune war der Gletscher Ålfotbreen mit 1385 moh. Um die Ortschaft Eikefjord liegen größere Waldflächen. Das Klima von Florø war von seiner Lage an der Küste geprägt, so ist es in der Gegend häufig windig und regnerisch. In Grøndalen wurde 1989 mit 1190 Millimeter Niederschlag in einem Monat der zu diesem Zeitpunkt höchste Niederschlagswert in der Geschichte der norwegischen Wetteraufzeichnungen gemessen.
Durch das Gebiet der ehemaligen Kommune führt der Riksvei 5, der Flora mit Førde verbindet. Des Weiteren bestehen Verbindungen über den Riksvei 615 und den Riksvei 614. Schiffe der Hurtigruten legen in Florø an und es bestand eine Expressbootverbindung zwischen der Kommune und den Orten Måløy und Bergen. Des Weiteren befand sich in der Kommune ein Flugplatz und ein Helikopterbasis.

## Geschichte
Flora gehörte bis zu seiner Auflösung zum 31. Dezember 2019 zur ehemaligen Provinz Sogn og Fjordane, wo es gemessen an der Einwohnerzahl die zweitgrößte Kommune war. Sogn og Fjordane ging zum 1. Januar 2020 im Rahmen der Regionalreform in Norwegen in die neu geschaffene Provinz Vestland über, so dass die gesamte Kommunenfläche nun in Vestland liegt. Die Gemeinde Flora ging gemeinsam mit Vågsøy in der neuen Kommune Kinn auf. Im Gegensatz zur Bevölkerung der wesentlich einwohnerärmeren Kommune Vågsøy sprach sich in Floro eine Mehrheit der Bevölkerung für diese Zusammenlegung aus.

## Wirtschaft
Bei der Auflösung der Kommune befanden sich sechs Wasserkraftwerke in Flora. Im Jahr 2016 lag die durchschnittliche Stromproduktion bei 26 Gigawattstunden. Die Industrie konzentrierte sich vor allem auf das Verwaltungszentrum Florø. Geprägt war die industrielle Produktion vor allem durch den Schiffsbau, die Fischereiindustrie und die mit der Erdölförderung verbundene Industrie. Im Bereich der Fischerei wurden Lachse, Heringe und Makrelen exportiert sowie Fischfutter produziert. Flora war gemessen an der Fischfangmenge nach Vågsøy die zweitwichtigste Fischereikommune in der ehemaligen Provinz Sogn og Fjordane.

## Sehenswürdigkeiten
- Svanøy Hovedgård, Adelssitz aus dem Jahr 1685[8]
- Küstenmuseum von Sogn og Fjordane[9]

## Wappen

Wappen von Flora

Das ab 1967 offizielle Wappen der Kommune zeigte drei silberne Heringe auf rotem Hintergrund. Es sollte auf die früher großen Heringbestände hinweisen.

## Bedeutende Persönlichkeiten
- König Erik Blodøks (ca. 895–954)
- Ernst Sars (1835–1917), Historiker